# Николай Леонов
Николай Степанович Леонов 1-ви (на руски: Николай Степанович Леонов) е руски офицер, генерал-майор. Участник в Руско-турската война (1877 – 1878).

## Биография
Николай Леонов е роден през 1824 г. в семейството на редови донски казак от Донски окръг. Ориентира се към военното поприще. Завършва училище за гвардейски подпрапорщици и кавалер-юнкери. Действителна военна служба започва с производство в първо офицерско звание корнет в лейбгвардейския Гродненски хусарски полк (1842).
Участва в Кавказката война (1845) и потушаването на Полското въстание (1863-1864). Повишен е във военно звание полковник (1860). Командир на Переяславския драгунски полк (1867) и лейбгвардейския Драгунски полк (1870). Повишен е във военно звание звание генерал-майор от 1870 г.
Участва в Руско-турската война (1877 – 1878). Назначен за командир на 2-ра гвардейска Кавалерийска бригада от 2-ра гвардейска Кавалерийска дивизия. Включена е в състава на Русчушкия отряд с командир престолонаследника Александър Александрович. В битката при Кашъкбаир удържа село Карахасанкьой, което в продължение на 12 часа преминава 6 пъти от ръце в ръце. Назначен е за командир на Десния летящ отряд в състава на Западния отряд с командир генерал-лейтенант Йосиф Гурко. Прославя се с дръзкото нападение, довело до освобождаването на Враца на 28 октомври 1877 г. Провежда атаката на Новачене в хода на борбата срещу Орханийската османска армия.
Генерал-майор Николай Леонов умира внезапно на 30 ноември 1877 г.

## Памет
Днес във Враца има паметник на генерал-майор Николай Леонов и е наименувана улица на неговото име.

## Семейство
- баща - Степан Алексеевич (Александрович?) Леонов,
- съпруга - Ольга Ивановна Леонова,
- брат - Степан Степанович Леонов 2-ри,
- сестра - Марфа Степановна Тулубьева,
- сестра - Екатерина Степановна Леонова. [1]